# Radical 2
El radical 2, representado por el carácter Han 丨, es uno de los 214 radicales del diccionario de Kangxi. Este radical representa la idea de «penetrar de arriba hacia abajo». Recibe el nombre en mandarín estándar de 丨部 (gǔnbù), en japonés de 丨部 (konbu) y en coreano de 곤 (gon). 

## Nombres populares
- Mandarín estándar: 竪, shù, «vertical».
- Coreano: 뚫을곤부, ttureul gon bu, «radical penetrar».
- Japonés: ぼう, たてぼう, bō, tatebō, «palo, palo vertical».
- En occidente: «Radical línea o trazo vertical».

## Caracteres clasificados con el radical 2
| trazos | carácter   |
| ------ | ---------- |
| + 0    | 丨         |
| + 1    | 丩         |
| + 2    | 个丫       |
| + 3    | 中丮丯丰书 |
| + 4    | 丱         |
| + 6    | 串         |
| + 7    | 丳         |
| + 8    | 临         |
| + 9    | 丵         |

## Galería
| Estilos antiguos                                 | Estilos antiguos                  | Estilos antiguos                        | Estilos antiguos                   | Estilos antiguos                   | Estilos empleados actualmente       | Estilos empleados actualmente  | Estilos empleados actualmente    | Estilos empleados actualmente   | Estilos empleados actualmente  |
|                                                  |                                   |                                         |                                    |                                    |                                     | 丨                             | 丨                               |                                 |                                |
| 甲骨文 jiǎgǔwén (escritura de huesos oraculares) | 金文 jīnwén (escritura de bronce) | 简帛 jiǎnbó (escritura de bambú y seda) | 篆文 zhuànwén (escritura de sello) | 篆文 zhuànwén (escritura de sello) | 隸書 lìshū (estilo de los escribas) | 楷書 kǎishū (estilo regular)   | 楷書 kǎishū (estilo regular)     | 行書 xǐngshū (estilo corriente) | 草書 cǎoshū (estilo de hierba) |
| 甲骨文 jiǎgǔwén (escritura de huesos oraculares) | 金文 jīnwén (escritura de bronce) | 简帛 jiǎnbó (escritura de bambú y seda) | 大篆 dàzhuàn (sello grande)        | 小篆 xiǎozhuàn (sello pequeño)     | 隸書 lìshū (estilo de los escribas) | 繁體／繁体 fántǐ (tradicional) | 简体／簡體 jiǎntǐ (simplificado) | 行書 xǐngshū (estilo corriente) | 草書 cǎoshū (estilo de hierba) |